# Mali Twist
Mali Twist (títol original en francès, Twist à Bamako) és una pel·lícula de drama històric de 2021 dirigida per Robert Guédiguian. S'ha doblat i subtitulat al català.
Encara que Robert Guédiguian situava la majoria de les seves pel·lícules a Marsella, aquesta vegada va rodar a l'Àfrica després de descobrir el pols revolucionari posterior a la independència de Mali a través de les fotografies de Malick Sidibé (1936-2016). A causa de la situació geopolítica, la pel·lícula no es va poder rodar al país i és la ciutat senegalesa de Thiès la que simula Bamako. El film inclou alguns anacronismes, atès que es veuen models Citroën DS de 1967 i Renault 16 de 1965  mentre l'acció té lloc l'any 1962. El 2021, la pel·lícula va seleccionada per la Setmana Internacional de Cinema de Valladolid.

## Repartiment
- Alice Da Luz: Lara
- Stéphane Bak: Samba
- Issaka Sawadogo: Lassana, el pare d'en Samba
- Saabo Balde: Jules
- Ahmed Dramé: Bakary
- Bakary Diombera: Badian, el germà petit d'en Samba
- Ben Sultan: Boubakar
- Alassane Gueye: Maliki
- Diouc Koma: Namori
- Miveck Packa: Bintou